# Flughafen Kiew-Boryspil

i8
i11
i13

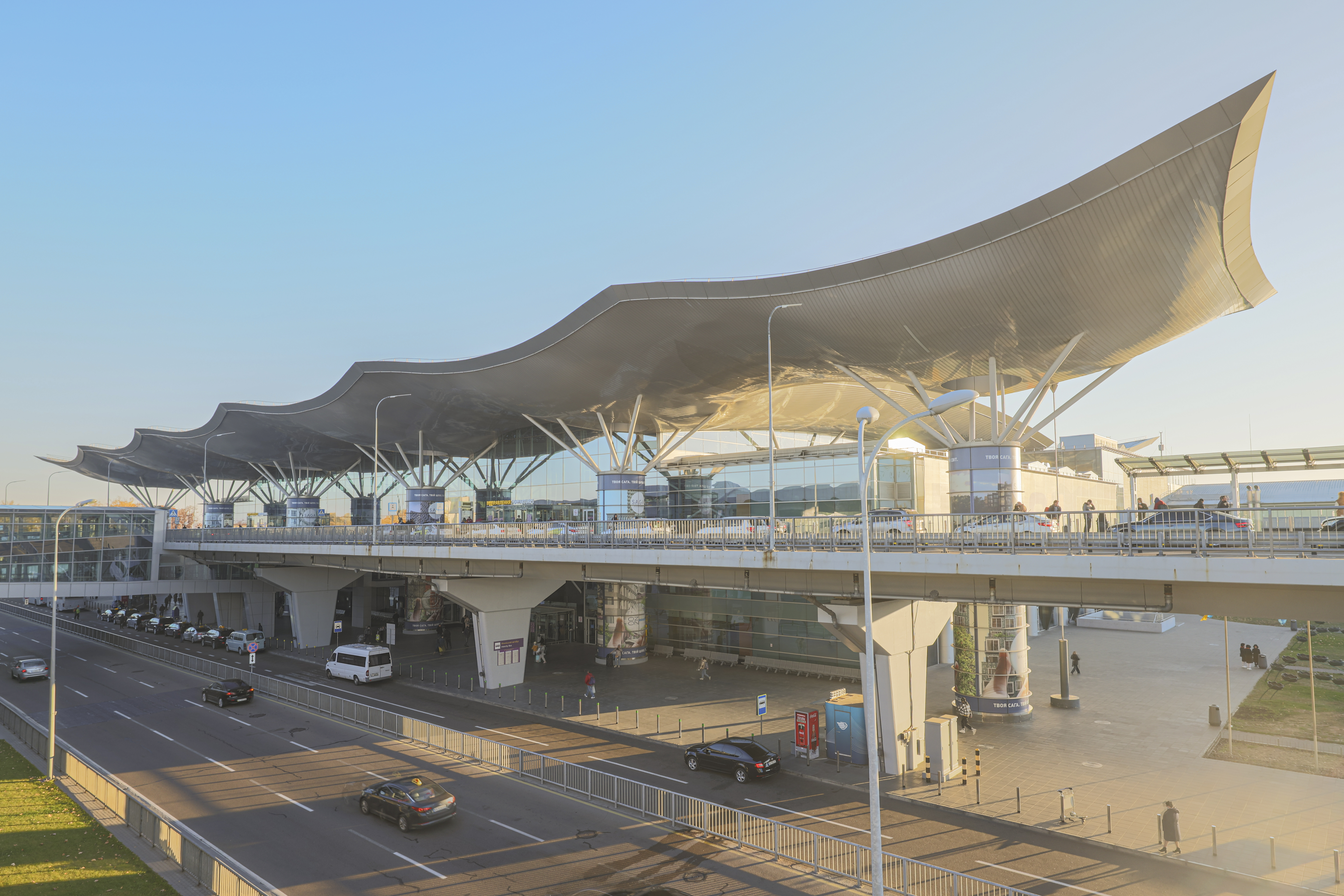
Terminal für internationale Flüge

Der Flughafen Kiew-Boryspil (ukrainisch Міжнародний аеропорт «Бориспіль»; russisch Международный аэропорт Борисполь, IATA-Code: KBP, ICAO-Code: UKBB) ist der größte internationale Verkehrsflughafen der ukrainischen Hauptstadt Kiew. Er ist der wichtigste Flughafen des Landes und liegt im Stadtgebiet von Boryspil 29 km östlich des Stadtzentrums von Kiew.
Weitere Flughäfen in der Nähe sind der kleinere Flughafen Kiew-Schuljany, der hauptsächlich für Inlandsflüge genutzt wird und zudem als eine Basis der Billigfluggesellschaft Wizz Air dient, sowie der nordwestlich gelegene Fracht- und Werksflughafen Kiew-Hostomel.

## Geschichte
Die Geschichte des Flughafens begann mit der Entscheidung N1832 des Ministerrates der Ukrainischen SSR vom 22. Juni 1959, auf dem Gelände eines ehemaligen Militärflugplatzes einen Zivilflughafen zu eröffnen.
Der erste Linienflug Moskau–Kiew–Moskau fand am 1. Juli 1959 statt: Eine Tupolew Tu-104 beförderte 100 Passagiere und 1600 kg Fracht. Am 15. August 1960 begann die Linie Leningrad–Kiew–Leningrad.
Der Flughafen Kiew erhielt 1979 als erster Flughafen auf dem Gebiet der UdSSR ein Instrumentenlandesystem. Ab März 1979 wurden dort Landungen der Kategorie II (CAT II) durchgeführt.
Am 24. Februar 2022, dem ersten Tag der Invasion russischer Truppen in der Ukraine, berichtete der ukrainische Generalstab von Luftangriffen gegen den Flughafen Boryspil. Mit der Schließung des ukrainischen Luftraums für die zivile Luftfahrt wurde an dem Tag auch der Flugverkehr in Boryspil eingestellt.

## Passagierabfertigungsgebäude
Trotz Wirtschaftskrise und maroder Staatsfinanzen wurde der Flughafen für die Fußball-Europameisterschaft 2012 ausgebaut. Anfang Juli 2019 standen zwei Terminals für die Passagierabfertigung zur Verfügung:
- Terminal D für Inland-, internationale Flüge und VIP-Fluggäste
- Terminal F für Billigflüge

Stillgelegte Terminals:
- Terminal A (früher für Inlandflüge)
- Terminal B (früher für internationale Flüge)
- Terminal C (früher für VIP-Fluggäste)

Das neu gebaute Terminal D wurde am 28. Mai 2012 eröffnet. Während der Fußball-Europameisterschaft sollte es zunächst als „Drehkreuz“ für die EM-Touristen fungieren. Terminal D befindet sich allerdings einen Kilometer entfernt von den bisherigen Abfertigungshallen. Nach der Öffnung des Terminals D wurden Terminals A, B und C stillgelegt. Weitere Terminalbauten sind für die fernere Zukunft geplant; so soll für die Abfertigung des Airbus A380 ein neues Terminal entstehen, für dessen Bau die alten Terminals B und F abgerissen werden müssten.

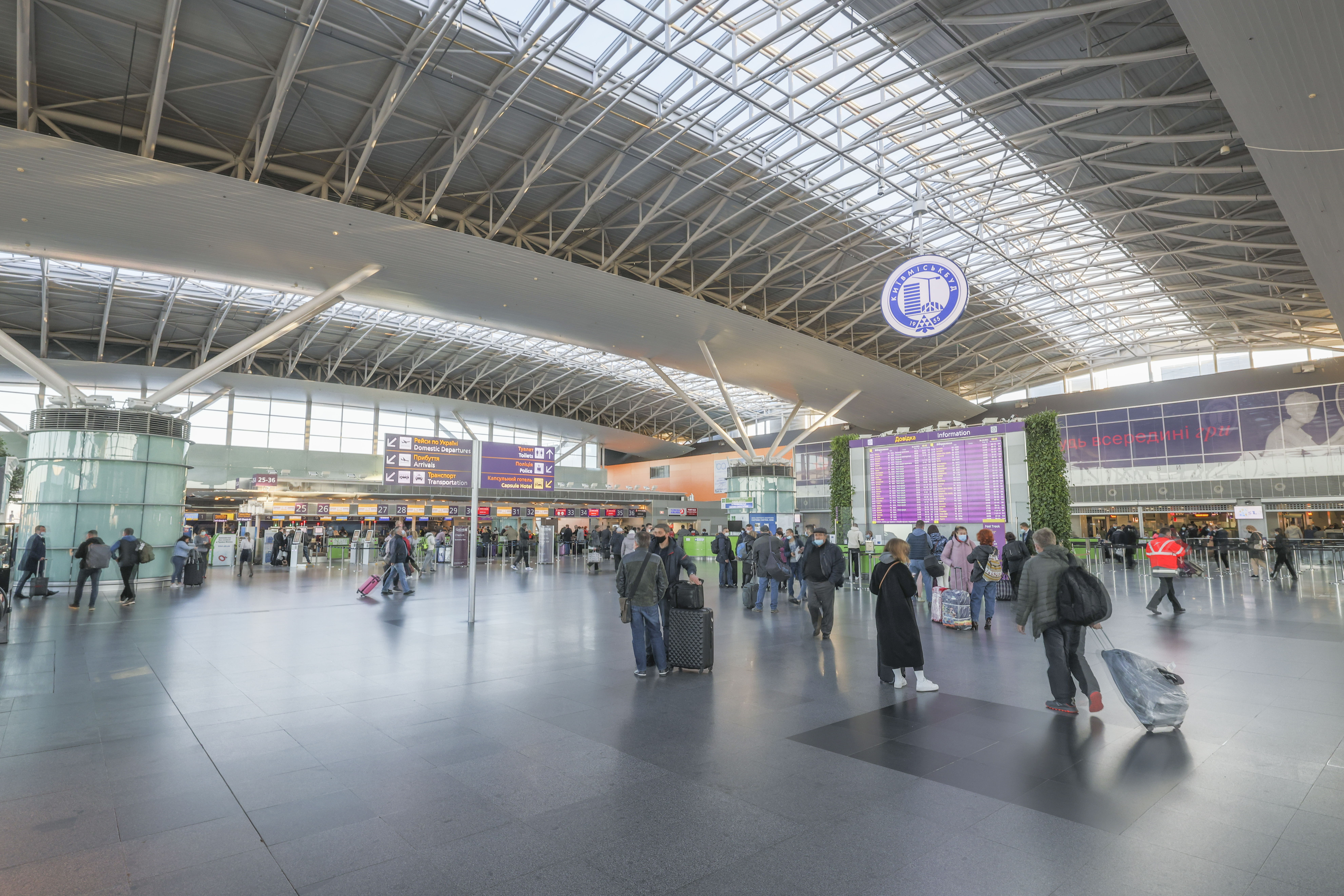
Terminal D

## Fluggesellschaften und Ziele
Der Flughafen Kiew-Boryspil verfügte bis 2022 über zahlreiche Verbindungen nach Ost- und Westeuropa sowie in den Mittleren und Nahen Osten, beispielsweise nach Riga, Astana, Almaty, Tiflis, Mailand, Bergamo, Rom, Frankfurt am Main, Düsseldorf, Berlin-Brandenburg, München, Istanbul, Ankara, Kopenhagen, Rom, Stockholm, London, Paris, Lissabon, Wien, Taschkent, Tel Aviv und Zürich.
Langstreckenverbindungen wurden nach Bangkok, Peking, Delhi, Doha, Dubai, New York und Toronto angeboten.
Fluggesellschaften mit ihrer Heimatbasis am Flughafen Kiew-Boryspil waren Ukraine International Airlines, Wind Rose Aviation und Skyline Express Airlines. Wizz Air, die ebenfalls eine Basis hier betrieb, zog im März 2011 zum kleineren alten Militär-Flughafen Kiew-Schuljany um.
Im Juli 2017 brach Ryanair Verhandlungen ab, nachdem die Flughafenbetreiber sich geweigert hatten, auf Forderungen einzugehen, die aus Sicht des Managements mit den bestehenden Regeln und Gesetzen unvereinbar gewesen wären (statt wie andere Airlines Gebühren an den Flughafenbetreiber zu zahlen, forderte Ryanair eine Auszahlung pro Passagier; Ryanair forderte vom Flughafenbetreiber Gratis-Dienstleistungen wie Ticketing und Check-in) und wollte auch prozentual am Duty-Free-Verkauf beteiligt werden. Ryanair hatte zwar bereits Tickets für die neue Strecke verkauft, strich die Kiewer Verbindung jedoch wieder aus dem Winterflugplan 2017. Ab September 2018 bot Ryanair dann aber dennoch Verbindungen von und nach Boryspil an.

## Verkehrsanbindung

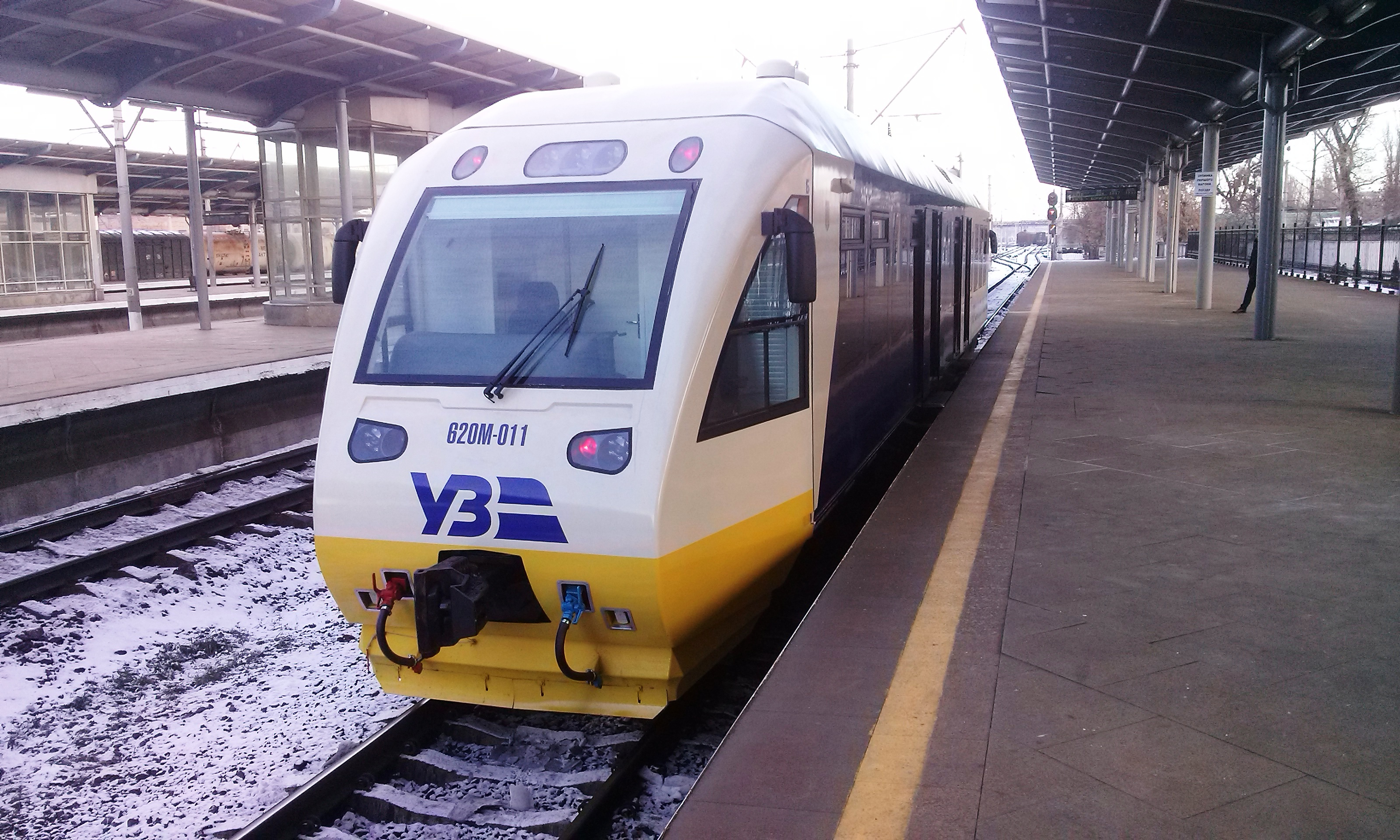
Kiew-Boryspil-Express

Der Flughafen ist mit der Stadt Kiew über die Fernstraße M 03 verbunden, auf der die Busverbindung „Skybus“ den Flughafen mit der Metrostation Charkiwska im linksufrigen Kiew und dem Hauptbahnhof in Stadtmitte verbindet.
Auf der Schiene gibt es seit Dezember 2018 mit dem Kiew-Boryspil-Express eine Zugverbindung, die nachts etwa stündlich und tagsüber zweimal pro Stunde in etwa 40 Minuten über den Bahnhof Darnyzja zum Hauptbahnhof Kiew fährt.